# Maryam Savadkoohi
Maryam Savadkoohi, född 1882, död 1904, i Persien var hustru och kusin till Reza Pahlavi. Paret fick dottern Hamdamsaltaneh Pahlavi 1903. Hennes make blev kung över tjugo år efter hennes död.